# Pasadizos del Paiva
Los Pasadizos del Paiva (en portugués: Passadiços do Paiva) es un sendero de 8,7 kilómetros, realizado en pasarelas de madera, entre las freguesias de Canelas y Espiunca, en el municipio de Arouca (municipio del área Metropolitana de Oporto y de la Región Norte de Portugal, integrado en el extremo nordeste del distrito de Aveiro). El sendero discurre a lo largo del margen izquierdo del río Paiva, en la cuenca hidrográfica del río Duero, entre el puente de Espiunca y la playa fluvial del Areinho, abarcando así el área conocida como la Garganta del Paiva. Constituye uno de los elementos del Arouca Geopark, localizado a una hora de distancia de Oporto.
Fue elegido el 4 de septiembre de 2016 como proyecto turístico más innovador de Europa, en la edición de 2016 de los World Travel Awards, en la categoría de Proyecto de Desarrollo Turístico Líder en Europa.
El municipio de Arouca (municipio con una fuerte conexión socioeconómica al espacio urbano de Oporto, más allá de la proximidad territorial) ganó el premio «Municipio del Año 2016», en la categoría «Área Metropolitana de Oporto», en la tercera edición de los premios «Municipio del Año», que pretenden premiar buenas prácticas, a partir de proyectos con impactos significativos en el territorio, en la economía y en la sociedad, y que promuevan el crecimiento, la inclusión y la sustentabilidad.
El recorrido se hace sobre una estructura en madera de pino tratado, anclada en hierro en el macizo rocoso, siendo necesario para su recorrido algunos cuidados reglamentarios y medidas de seguridad. El pasadizo también integra tramos de escaleras y algunos en tierra firme.
A lo largo del recorrido se encuentran paneles explicativos e informativos en cuanto a referencias naturales como la cascada de la Aguieira y los rápidos más fuertes del río, como el llamado "Rápido Grande", de 100 metros de extensión con corrientes rápidas, y el "Rápido de las Marmitas", de 50 metros. 
El recorrido se extiende entre las playas fluviales del Areinho y de Espiunca, encontrándose, entre las dos, la playa del Vado.

## Historia

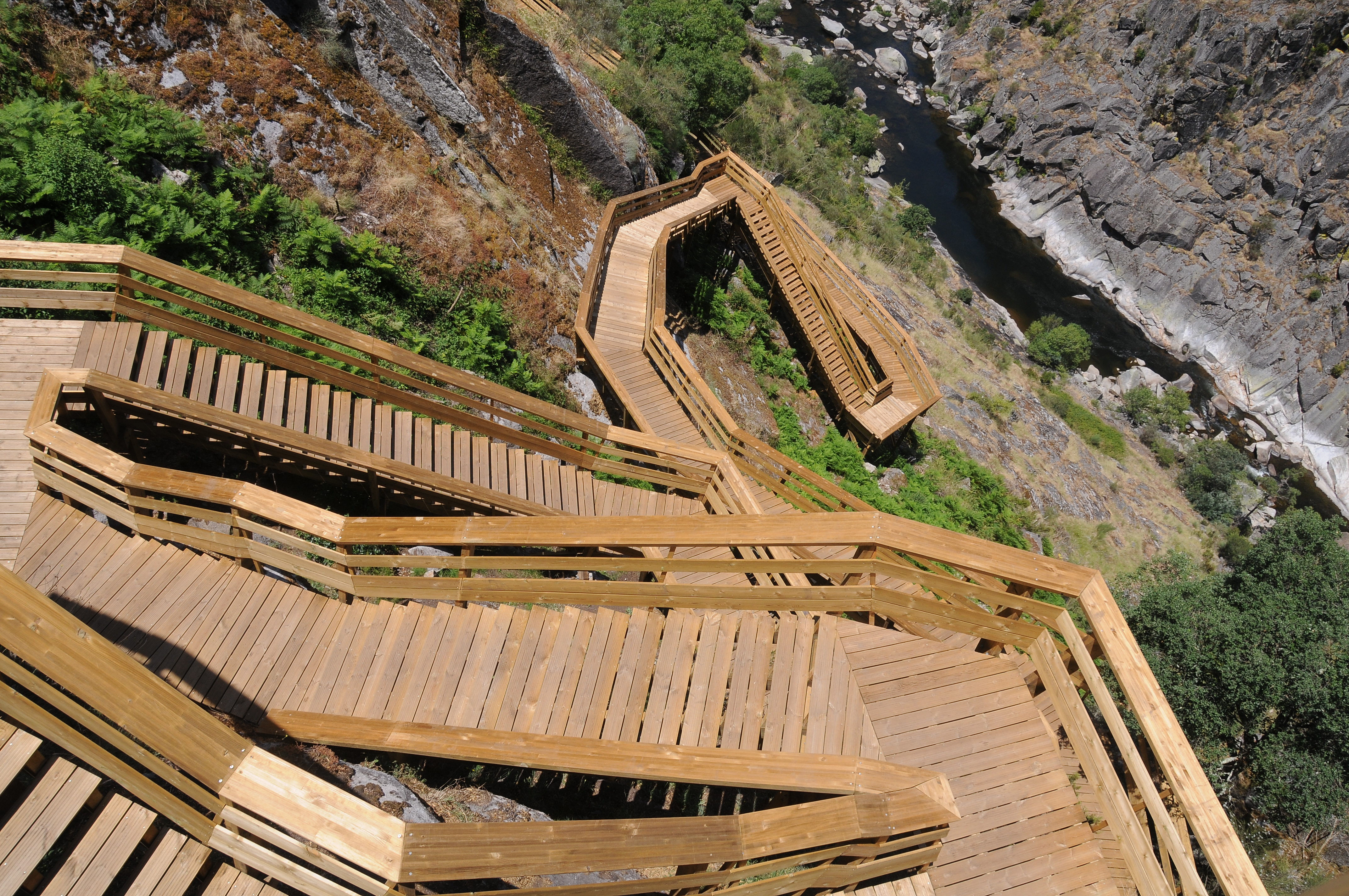
Descenso por la Garganta del Paiva, en el passadiço.

### Construcción
Por deliberación unánime, el Ayuntamiento de Arouca adjudicó la construcción de los Passadiços del Paiva por un valor de 1.854.583,70 € a la empresa DST – Domingos Silva Teixeira, S.A. en febrero de 2013. Fue inaugurado el 20 de junio de 2015. Durante los primeros 2 meses y medio recibieron a más de 200 mil personas.

### Incendios
El 7 de septiembre de 2015, un incendio forestal en la freguesia de Canelas y Espiunca afectó a cerca de 600 m de passadiço, lo que llevó al cierre provisional del mismo.
Los Passadiços del Paiva reabrieron el 15 de febrero de 2016 con escaleras renovadas y condiciones mejoradas. La entrada pasó a ser limitada y de pago, pero hay un tramo de cerca de un kilómetro de libre acceso.
En alto de la garganta del Paiva se construyeron nuevas escaleras, de entre 150 a 200 metros de altura que eliminó un punto débil de los Passadiços del Paiva que era un camino en tierra firme por un eucaliptal de un kilómetro. Se pudo acortar el tramo casi 250 metros para después proseguir por el río.

El medio del recorrido se construyeron aseos (prefabricados), en la playa fluvial del Vado. En Espiunca, se pasó a tener un párking para más de 400 coches, en terrenos agrícolas arrendados.

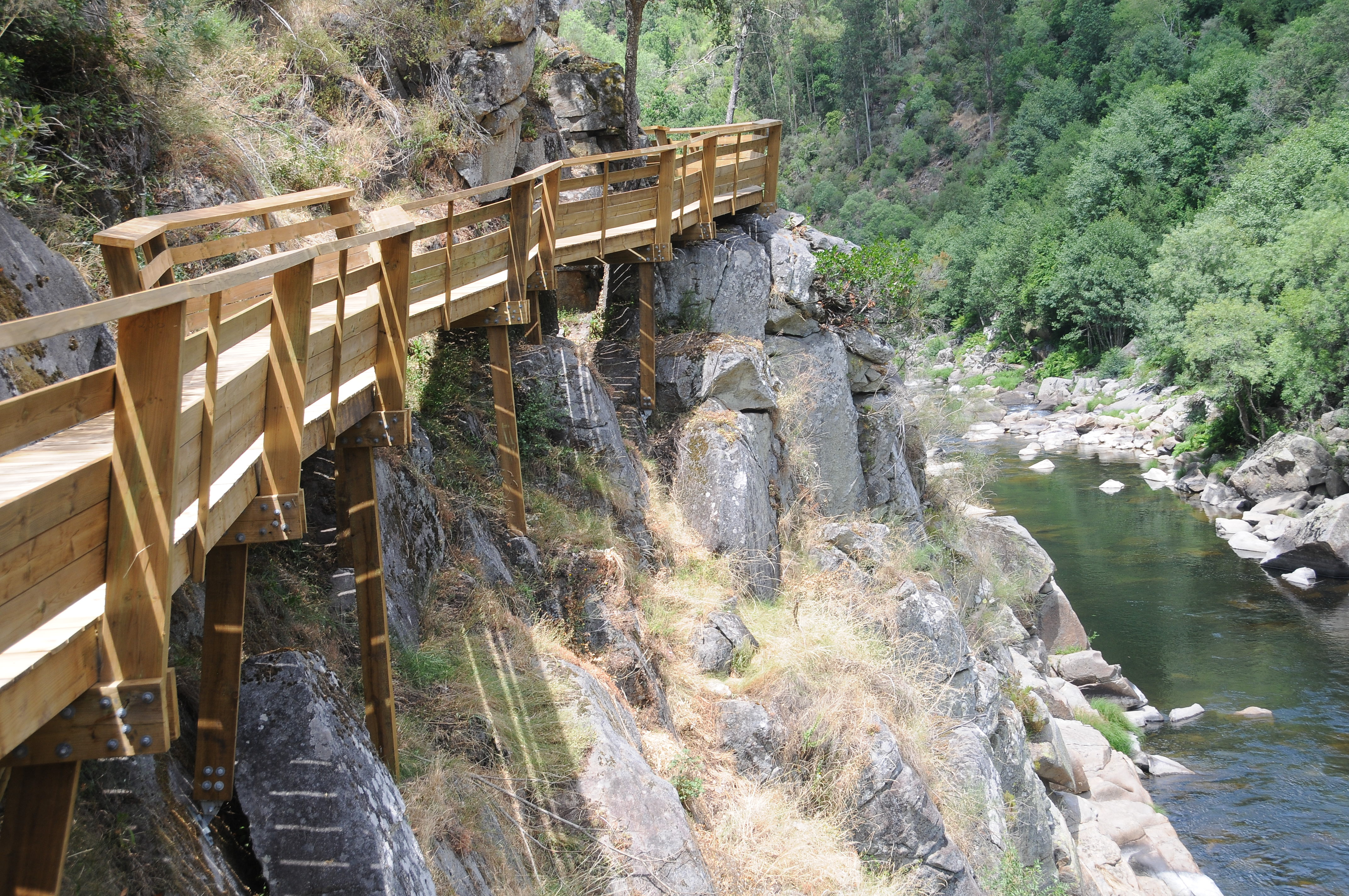
Un tramo del passadiço.

La afluencia pasó a ser limitada a 3500 visitantes diarios. Las entradas pasaron a costar 1 euro. Los accesos son controlados a través de una plataforma en línea que fue lanzada el 1 de febrero. Para la realización del recorrido integral, los interesados tienen que solicitar su derecho de entrada a través de Internet y después presentar el ticket de esa reserva en alguna de las tres entradas del recorrido para verificar los datos.  Los habitantes de Arouca tiene entrada libre mediante la presentación de una tarjeta de residente que cuesta 2,50 € sin IVA, vigente por tres años.
El 11 de agosto de 2016 volvieron a ser consumidos por las llamas, obligando a su cierre, en un incendio de grandes proporciones que destruyó una dimensión considerable del territorio forestal de Arouca, pero fueron reabiertos, de modo parcial, una semana después del incendio, el día 19 de agosto de 2016.
El 13 de abril de 2017, fueron reabiertos y, para el año 2017, fueron otra vez nombrados para los World Travel Awards. Con esa reapertura, el municipio de Arouca creó en un nuevo párking y contrató más controladores de entradas.
En 2021 se terminó de construir el nuevo puente colgante sobre el río, el Puente 516 Arouca que, con 516 metros de extensión, es uno de los mayores de Europa.

## Reconocimiento
El 7 de octubre de 2015, el Ayuntamiento de Arouca recibió el Premio del Salón Inmobiliario de Lisboa, en la categoría «Rehabilitación Urbana – espacios públicos», reconociendo el carácter singular e innovador del proyecto «Passadiços del Paiva».
El Consejo Estratégico del evento y la Fundación AIP fueron unánimes en la atribución del «Premio Rehabilitación Urbana en la categoría espacios públicos» a los «Passadiços del Paiva» por la «contribución para el desarrollo del sector inmobiliario, en la vertiente de la rehabilitación de espacios públicos».
En septiembre de 2016, los Passadiços fueron uno de los premiados de la edición de 2016 de los World Travel Awards, que, considerados los Óscares del Turismo a nivel mundial, distinguieron el proyecto de Arouca como el más innovador de Europa.